# Pingasa delotypa
Pingasa delotypa är en fjärilsart som beskrevs av Louis Beethoven Prout 1935. Pingasa delotypa ingår i släktet Pingasa och familjen mätare. Inga underarter finns listade i Catalogue of Life.